# Кавальер Анны Иоанновны
Кавальер Анны Иоанновны — памятник архитектуры. Расположен в Санкт-Петербурге, современный адрес — Петропавловская крепость, 17, Головкин бастион.

## История
В 1704—1705 годах в бастионе был под руководством В. А. Кирштенштейна построен земляной пятиугольный кавальер. Постройка сохранившегося каменного здания была осуществлена Д. Трезини (согласно В. А. Бутми; существует проект 1730 года, подписанный бароном фон Минихом) при перестройке Головкина бастиона в 1730—1733 годах (тогда же укрепление было названо в честь правившей императрицы). Двухэтажное здание высотой до карниза в 11 метров стояло на свайном основании и на фундаментах из бутового камня. Перекрытие из 16 крестовых сводов держали три ряда столбов.
Кавальер был выше прочих укреплений, на его верхней площадке стояли артиллерийские орудия (реально ни разу с этой точки не использованные). Со второй половины XVIII века в здании хранили военные трофеи, в 1836—1837 годах кавальер перестроили, приспособив под артиллерийский цейхгауз, стены облицевали кирпичом и оштукатурили, окна и ворота были обрамлены тёсаным камнем, в арочных окнах второго этажа были сделаны ложные бойницы, стены первого этажа были рустованы.
С 1961 года здание арендовал Монетный двор, который до 2007 года использовал его как склад. После открытия в Аннинском кавальере Музея истории денег, в залах Дома фондовых капиталов проходят только временные выставки музея.

## Архитектура
Здание в плане имеет форму подковы, разделено внутри тремя рядами столбов, которые держат подпружные арки и крестовые своды. У здания четыре входа с полуциркульными проёмами над ними, полуциркульная арка центральной части фасада опирается на межэтажную горизонтальную тягу.